# Louis Delmotte
Louis Delmotte (Hennuyères, 18 septembre 1892 - Tournai, 29 août 1957) était le 96e évêque du diocèse catholique de Tournai (Belgique).

## Carrière ecclésiastique
Louis Delmotte a étudié à l'Université pontificale grégorienne (Pontificia Università Gregoriana) de Rome.
Le mardi 28 octobre 1919, il a été ordonné prêtre à Tournai, à l'âge de 27 ans.
Il est nommé évêque de Tournai le 24 janvier 1940.
La consécration par le cardinal Van Roey (assisté des évêques Heylen et Kerkhofs) a eu lieu le jeudi 7 mars 1940.
Louis Delmotte a dirigé le diocèse de Tournai pendant la Seconde Guerre mondiale à travers les ruines matérielles et morales. Au cours de cette guerre, en 1943, une soudaine paralysie le prit. Il s'était rétabli après avoir été blessé pendant la Première Guerre mondiale, mais à partir de cette deuxième maladie, il était resté alité.
Il démissionne par nécessité trois jours après la fin de la guerre, le 8 juillet 1945. Il est nommé évêque titulaire d'Abila de Lysanias (Syrie) et, Étienne Carton de Wiart lui succède.

## Fin de vie
Mgr Delmotte est resté malade et est mort le 29 août 1957.
Deux jours plus tard (samedi, le 31 août), Honoré Van Waeyenbergh, recteur de l’Université Catholique de Louvain, a annoncé le décès aux Corps Professoral de l’Université. Il décrivit Monseigneur Louis Delmotte, membre honoraire du Conseil d’Administration de l’Université, comme « un ancien chef fidèlement dévoué ».

## Sources
- (nl) Cet article est partiellement ou en totalité issu de l’article de Wikipédia en néerlandais intitulé « Luigi Delmotte » (voir la liste des auteurs).

1. 1 2  (it) Annuario pontificio per l'anno ... Pubblicazione Ufficiale, Page 284 (Tipografia poliglotta vaticana, 1942)
2. 1 2  Avis mortuaire publié par l’Université Catholique de Louvain, le 31 août 1957.
3. ↑  Source: Diocèse de Tournai
4. ↑  (it) Annuario pontificio per l'anno ... Pubblicazione Ufficiale, Pagina 492 (Tipografia poliglotta vaticana, 1954)
5. 1 2  (en) Hiérarchie catholique.
6. ↑  Carte de prière destinée au public (1957)